# Beckum (Westphalie)
Pour les articles homonymes, voir Beckum.

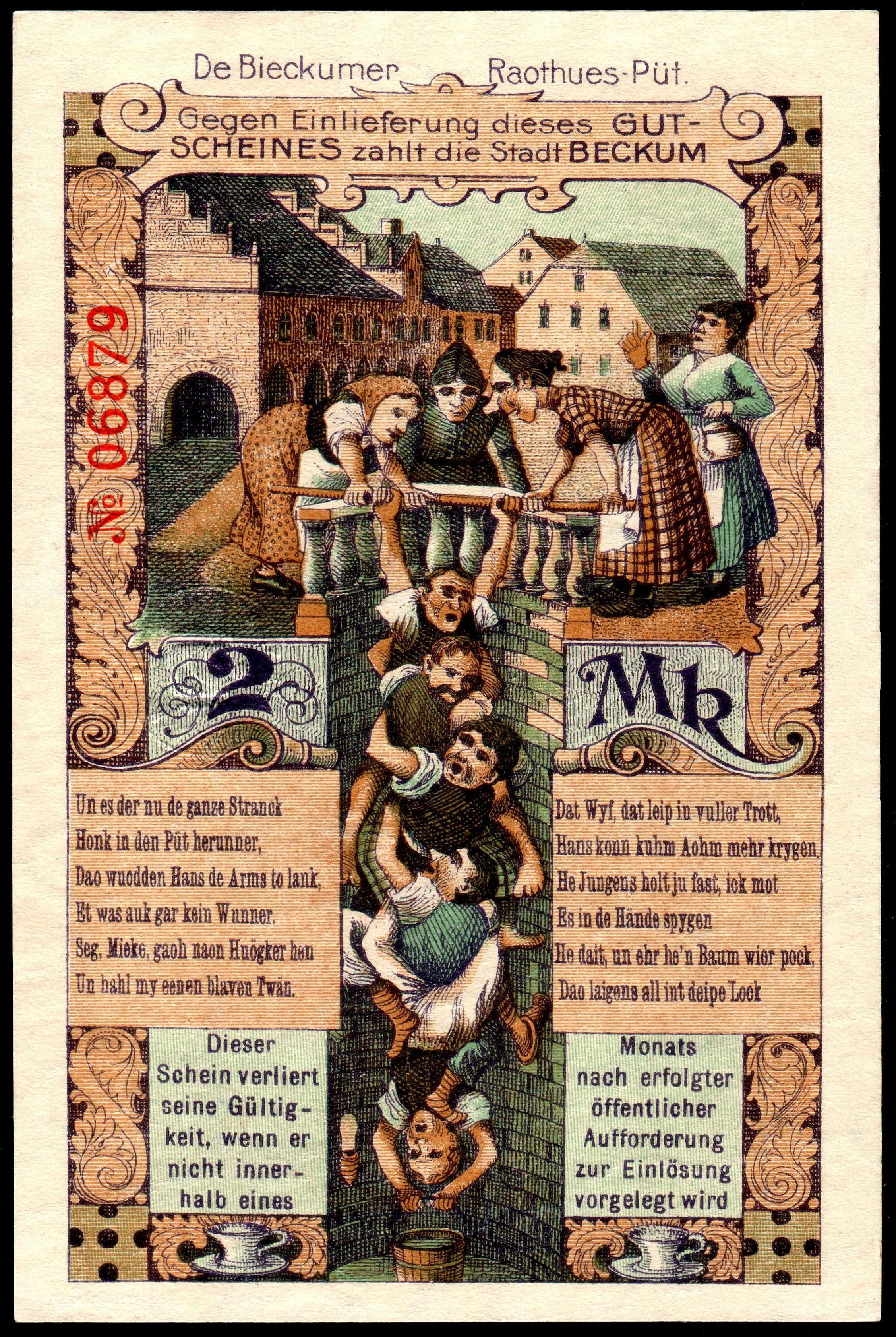
Monnaie de nécessité de 1918 montrant une histoire des Beckumer Anschläge, qui caricature les habitants de Beckum. Ici une tentative d'enlever la boue du marché se termine au fond d'un puits.

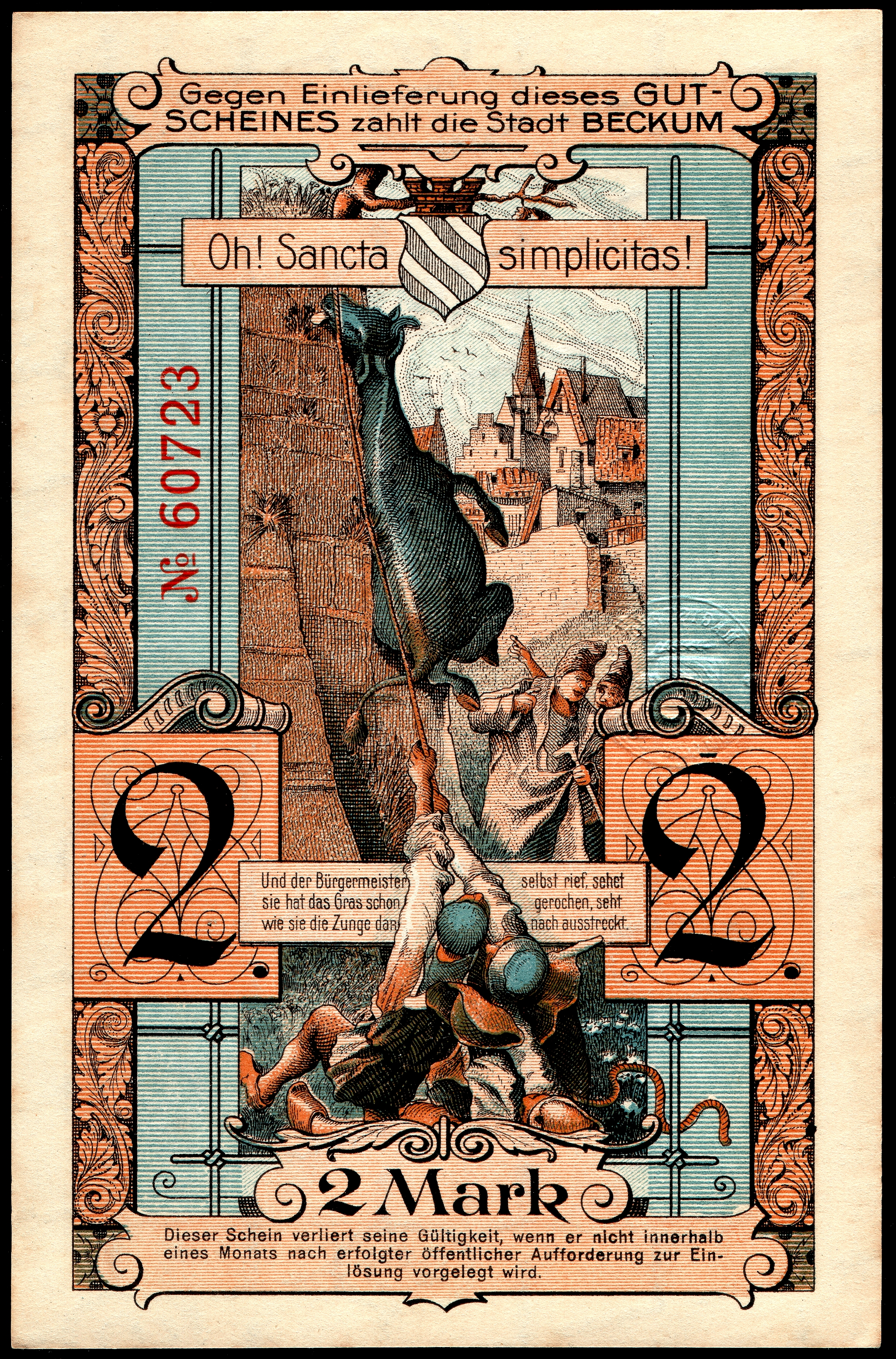
Une autre histoire de Beckumer Anschläge : une vache est tirée jusqu'au sommet d'un mur pour manger l'herbe qui y pousse. Novembre 1918.

Beckum est une ville allemande dans l'arrondissement de Warendorf, en Rhénanie-du-Nord-Westphalie.

## Géographie
Elle est située à plus ou moins 20 kilomètres au nord-est de Hamm et à 35 kilomètres au sud-est de Münster.
Elle donne leur nom aux collines des alentours, les Beckumer Berge.
Beckum est composée de quatre quartiers : Beckum, Neubeckum, Roland et Vellern.

## Économie
En raison de son histoire, les principaux secteurs d’activités présents à Beckum sont des industries de fabrication de ciment et ses fournisseurs, dont la firme Christian Pfeiffer et ThyssenKrupp Industrial Solutions (anciennement Polysius AG), une filiale du Groupe ThyssenKrupp (d’Essen et Duisbourg). Les plus grandes entreprises de la ville sont Beumer et Blumenbecker, deux entreprises de construction de machines. 
Deux cimenteries, CEMEX et Phoenix, sont installées à Beckum. 
La ville compte également la plus ancienne brasserie de Westphalie, la brasserie Stiefel Jürgens. 

## Jumelages
Beckum est jumelée avec les villes suivantes :
- La Celle Saint-Cloud (France) ;
- Grodków (Pologne) ;
- Heringsdorf (Allemagne).

## Personnalités
- Uri Avnery (1923-2018), plus tard membre de la Knesset.
- Wendelin Wiedeking (né le 28/08/1952), ancien président de Porsche.